# 5 травня
5 травня — 125-й день року (126-й у високосні роки) в григоріанському календарі. До кінця року залишається 240 днів.

## Свята і пам'ятні дні

### Міжнародні
- Всесвітній день гігієни рук.
- Всесвітній день легеневої гіпертонії.
- День Рада Європи або День Європи.
- Міжнародний день акушерки відзначається з 1991 року в понад 50 країнах світу на пропозицію Міжнародної конфедерації акушерок
- Міжнародний день боротьби за права інвалідів. У цей 1992 року день люди з обмеженими можливостями з 17 країн одночасно провели перший Загальноєвропейський день боротьби за рівні права і проти дискримінації інвалідів.
- День карикатуристів.

### Національні
- Японія,  Південна Корея: День дітей або Кодомо-но хі (子供の日)
- Нідерланди: День визволення.
- Киргизстан: День Конституції.
- Австрія: День боротьби з насильством і расизмом.
- Білорусь: День друку.
- Данія: День звільнення.
- Палау: День людей похилого віку.
- Албанія: День мучеників.
- Ефіопія: День патріотів.

### Професійні
- США: День вчителя.

### Інші
- у 2025, 3025,.. — день квадратного кореня

### Релігійні

#### Християнство
Великомучениці Ірини.

### Іменини
- ✝  Католицькі: Віталій
- ✙ Православні: Ірина[1]

## Події

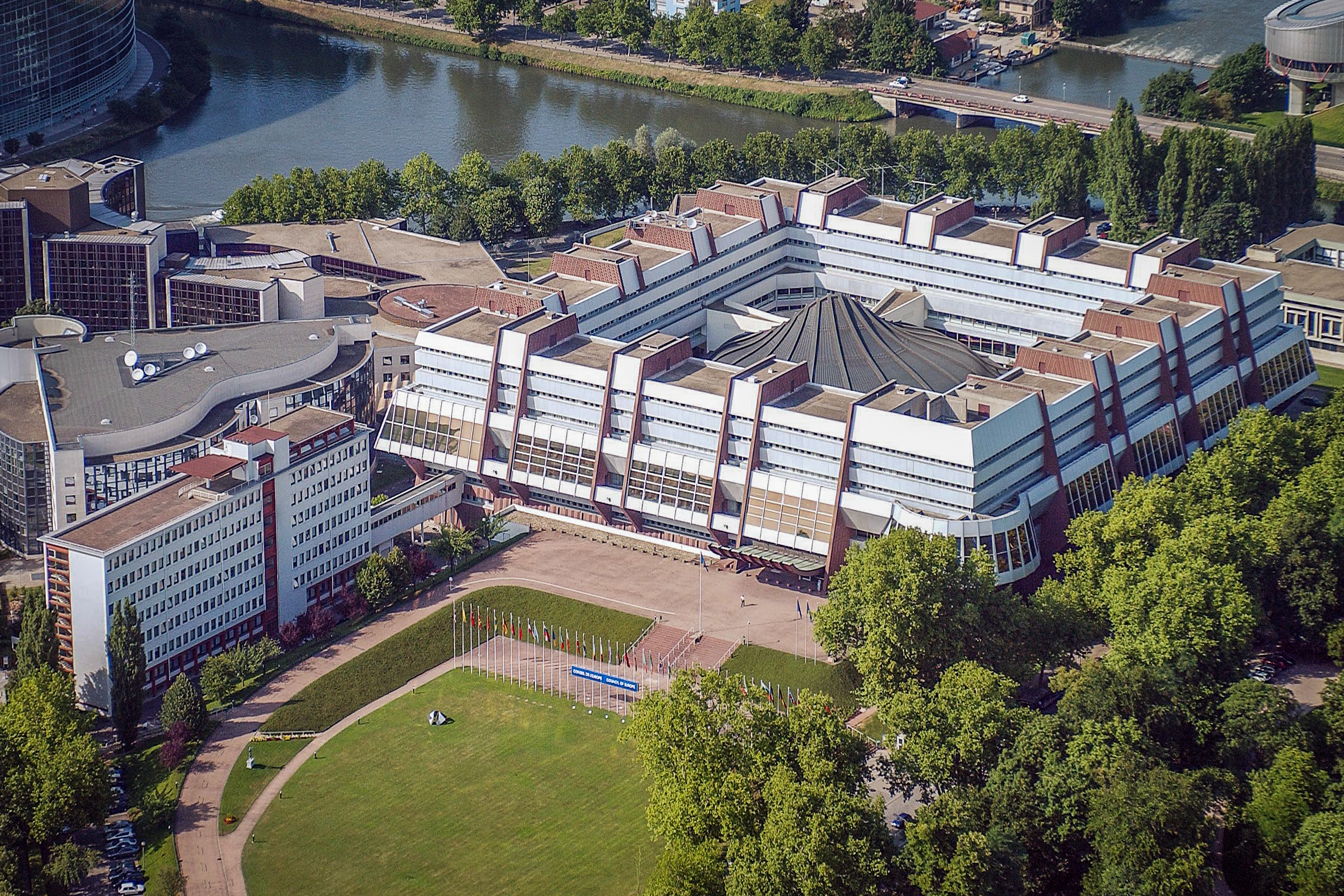
Палац Ради Європи

- 1581 — в Острозі друкар Іван Федорович видав свій останній твір — «Хронологію» Андрія Римші (перший друкований руський календар).
- 1789 — Відкриття Генеральних Штатів у Версалі.
- 1821 — На острові Святої Єлени помер Наполеон I.
- 1836 — У Бельгії почала діяти перша в Європі залізниця.
- 1865 — У штаті Огайо сталося перше в США пограбування поїзда.
- 1891 — у Нью-Йорку відкрили концертний зал «Карнеґі-хол».
- 1893 — у с. Жужель на Сокальщині в приміщенні першого монастиря Сестер Служебниць Непорочної Діви Марії була заснована перша в Галичині захоронка (дитячий садок).
- 1900 — у с. Завалля Снятинського повіту Кирило Трильовський заснував перше спортивно-пожежне товариство «Січ».
- 1912 — У Стокгольмі почалися V Олімпійські ігри (офіційна церемонія відкриття відбулася 6 липня).
- 1915 — у Відні постала Загальна Українська Рада, загально-українська політична організація, розширення галицької Головної Української Ради
- 1920 — Війська Директорії УНР та польські війська звільнили Київ.
- 1920 — проголошено автокефалію Української православної церкви.
- 1921 — Коко Шанель у Франції вперше представила парфуми «Шанель № 5». Незабаром новинка стала лідером продажів у світі.
- 1941 — В Атлантиці німецький підводний човен потопив корабель з 75 канадськими солдатами (перші втрати армії Канади в Другій світовій війні).
- 1945 — Антинімецьке повстання в Празі.

- 1949 — Почала діяти Рада Європи.
- 1956 — У Токіо почався перший чемпіонат світу з дзюдо.
- 1961 — Алан Шепард став першим американцем, який полетів у космос.
- 1988 — Перша телетрансляція з вершини Еверест.
- 1992 — Кримський парламент проголосив незалежність Криму і призначив на серпень референдум про підтвердження цього статусу.
- 1994 — Лідери Вірменії, Нагірного Карабаху і РФ підписали договір про припинення вогню в Карабаху.
- 1999 — Північна Македонія закрила свої кордони для албанських біженців з частково визнаної держави Косово.
- 1999 — Вперше в історії Шотландії відбулися вибори власного парламенту
- 2014 — створено добровольчий полк «Азов»

## Народились
Дивись також Категорія:Народились 5 травня
- 1813 — Серен К'єркегор, данський філософ і теолог, основоположник екзистенціалізму.
- 1815 — Ежен Лабіш, французький драматург, автор «Солом'яного капелюшка».
- 1836 — Сидір Воробкевич (Данило Млака), український письменник, композитор, музично-культурний діяч з Буковини (†1903)

- 1900 — Юрій Липа, український громадський діяч, письменник, поет, публіцист, ідеолог українського націоналізму.
- 1907 — Ірина Вільде, українська письменниця, лауреат Державної премії України імені Т. Г. Шевченка (1965).
- 1919 — Борис Левін, український та російський письменник.
- 1922 — Анатолій Дімаров, український письменник.
- 1927 — Сильвія Федорук, канадський фізик, ректор Саскачеванського університету, лейтенант-губернатор провінції Саскачеван. Дочка українських емігрантів.
- 1938 — Юрій Іщенко, український композитор.
- 1988 — Денис Берінчик, український професійний боксер, срібний призер Олімпійських ігор (2012), срібний призер чемпіонату світу 2011.
- 1988 — Адель, британська співачка.
- 2003 — Карлос Алькарас, іспанський професійний тенісист.

## Померли

Олекса Тихий

Дивись також Категорія:Померли 5 травня
- 1770 — Баро Бошкович, дубровницький новолатинський поет, священник-єзуїт. Брат Руджера Бошковича.
- 1821 — Наполеон I Бонапарт, французький імператор (1804—1814; 1814—1815).
- 1907 — Василь Волков, український і російський художник-передвижник.
- 1946 — Станіслав Батовський-Качор, польський та український художник-баталіст, член Спілки художників України.
- 1959 — Карлос Сааведра Ламас, аргентинський науковець, політик, лауреат Нобелівської премії миру 1936 року.
- 1984 — Олекса Тихий, український правозахисник, педагог, мовознавець, член-засновник Української гельсінської групи.
- 2010 — Умару Яр-Адуа, президент Нігерії (2007—2010).
- 2010 — Джульєтта Сіміонато, італійська оперна співачка.
- 2011 — Клод Шулз, останній ветеран Першої світової війни.
- 2018 — Ерманно Ольмі, італійський кінорежисер, сценарист та продюсер.
- 2023 — Максим Лях, солдат Збройних сил України, учасник російсько-української війни, Герой України (посмертно).